# 灰白短吻獅子魚
灰白短吻獅子鱼，为輻鰭魚綱鮋形目杜父魚亞目狮子鱼科的其中一種。分布於東南大西洋區，從非洲好望角至納米比亞海域，體延長，尾鰭圓形，體色為淡粉紅色，魚鰭顏色較深，背鰭軟條55枚；臀鰭軟條48枚，體長可達23公分，屬深海魚類，棲息在水深600至1460公尺的海域，生活習性不明。